# (32897) Curtharris
(32897) Curtharris (1994 PD) – planetoida z grupy przecinających orbitę Marsa okrążająca Słońce w ciągu 3,58 lat w średniej odległości 2,34 j.a. Odkryta 1 sierpnia 1994 roku.